# Cilicaeopsis tuberculata
Cilicaeopsis tuberculata är en kräftdjursart som beskrevs av Oleg Grigor'evich Kussakin och Malyutina 1992. Cilicaeopsis tuberculata ingår i släktet Cilicaeopsis, och familjen klotkräftor. Inga underarter finns listade.